# 側頭凹鼻魨
側頭凹鼻魨為輻鰭魚綱魨形目四齒魨亞目四齒魨科的其中一種，分布於西印度洋南緯6度至南非Xora河口；西太平洋巴布亞紐幾內亞熱帶海域及半鹹水域，體長可達20公分，棲息在植被生長且靜止的水域，生活習性不明。

## 扩展阅读
維基物種上的相關：側頭凹鼻魨
1. ↑  Shao, K.; Liu, M.; Jing, L.; Hardy, G.; Leis, J.L.; Matsuura, K. . The IUCN Red List of Threatened Species. 2020, 2020: e.T193742A176157249 [amended version of 2014 assessment]  [5 February 2023]. doi:10.2305/IUCN.UK.2020-3.RLTS.T193742A176157249.en .